# Bruno França Fogaça
Bruno França Fogaça (São Miguel Arcanjo, 11 de novembro de 1981) é um ex-futebolista brasileiro que atuava como atacante.
No início de 2009 foi contratado pelo Rio Ave Futebol Clube para a temporada de 2009-2010.
Em janeiro de 2011 foi confirmada sua contratação pelo Guarani de Minas Gerais para disputar o Campeonato Mineiro.

## Carreira
Bruno começou a jogar no Prudentópolis, mas logo foi transferido para a equipe do Paraná Clube e em seguida, para o Marcílio Dias, onde jogou por menos de um ano.
Foi para a Europa jogar pelo Elfsborg da Suécia, onde começou a se destacar.
Voltou para o Brasil em 2002 para jogar novamente no Prudentópolis e logo em seguida, em 2003, no Paysandu e no Paraná Clube novamente.
Em 2004, voltou a defender a equipe do Marcílio Dias e a equipe do Avaí, até 2005, onde conseguiu uma ótima atuação na Série B.
Voltou para a Europa no final de 2005 para defender o clube português Naval, tendo novamente uma atuação brilhante durante toda a temporada.
No final de 2006 foi para o Xanthi da Grécia e em 2007 voltou para Portugal defender o Marítimo.
Em janeiro de 2009 ele deixou o clube e se juntou ao Al-Shaab dos Emirados Árabes Unidos.
Na temporada de 2009-2010 regressou a Portugal para o Rio Ave, onde novamente, se destacou muito.
Em setembro de 2010 ele retornou ao Brasil, mas o Bragantino não quis registá-lo formalmente como um jogador.
Em janeiro de 2011 ele partiu para o Guarani do estado de Minas Gerais, para disputar o Módulo I do Campeonato Mineiro pela primeira vez, depois de ter vencido o Módulo II de 2010.